# La Sarraz Pictures
La Sarraz Pictures è una società di produzione e distribuzione cinematografica avente sede a Torino, fondata nel 2004 da Alessandro Borrelli. 

## Storia
Il nome della società è ispirato a La Sarraz, una località in Svizzera, dove nel settembre del 1929 si tenne il primo "Congrès International du Cinéma Indépendant", al quale parteciparono, tra gli altri, Serghej Ejzenstejn e Eduard Tisse.
La produzione si divide in tre aree rappresentate da:
- film a soggetto per il cinema
- documentari di creazione
- animazione

Nel 2010 la società inizia a occuparsi anche di distribuzione attraverso il progetto denominato La Sarraz Distribuzione.

## Filmografia

### Lungometraggi
- Sette opere di misericordia di Gianluca e Massimiliano De Serio (2012)
- La Sapienza di Eugène Green (2014)
- Due biglietti della lotteria (Două lozur) di Paul Negoescu (2016)
- Il cratere di Silvia Luzi e Luca Bellino (2017)
- Dimmi chi sono di Sergio Basso (2019)
- Spaccapietre di Gianluca e Massimiliano De Serio (2020)
- Non morirò di fame di Umberto Spinazzola (2022)
- Illyricvm di Simon Bogojevic-Narath (2022)

### Documentari
- Kitantara di Alessandro Borrelli  (2004)
- Leonardo da Vinci a Locarno di Alessandro Borrelli (2006)
- Alma doble di Francesca Gentile e Ivana Bosso (2007)
- Io non sono un moderato di Andrea Nobile (2007)
- L'esame di Xhodi di Gianluca e Massimiliano De Serio (2007)
- Gazi e i pionieri dell'animazione albanese di Gianluca e Massimiliano De Serio (2008)
- Diario di uno scuro di Lorenzo Conte e Davide Barletti (2008)
- Giallo a Milano di Sergio Basso (2009)
- L'ultima battaglia delle Alpi di Roberto Cena e Fabio Canepa (2010)
- Pink gang di Enrico Bisi (2010)
- Bakroman di Gianluca e Massimiliano De Serio (2010)
- Raunch girl di Giangiacomo De Stefano (2011)
- Cadenas di Francesca Balbo (2012)
- Dal profondo di Valentina Pedicini (2013)
- I ricordi del fiume di Gianluca e Massimiliano De Serio (2015)
- At The Matinée di Giangiacomo De Stefano (2019)
- Le Ricette dello Chef Antonio per la Rivoluzione di Trevor Graham (2021)
- Il momento di passaggio di Chiara Marotta (2021)
- Nessun posto al mondo di Vanina Lappa (2023)
- El Juicio di Ulises de la Orden (2023)
- Il ritorno di Maciste di Maurizio Sciarra (2023)

## Piattaforme Web
- Bakroman cross mediale per documentario “Bakroman” di G. e M. De Serio. – Maggio 2011
- Le (r)esistenti webdoc in co-produzione con il blog la 27ORA – Corriere.it – immagini di F. Balbo– Aprile 2012
- Salvi per caso webdoc in produzione esecutiva per Corriere.it – Gennaio 2012.
- Giallo a Milano/ Made in Chinatown crossmedia per documentario “Giallo a Milano” di S. Basso